# قندهار (فلم 2001)
قندهار (بالدرية: قندهار) (بالفارسية: قندهار) هو فيلم إيراني اُنتِج في عام 2001، من إخراج محسن مخملباف، عُرِض في أفغانستان خلال حكم طالبان. وعنوانه الفارسي الأصلي هو (بالفارسية: سفر قندهار) والذي يعني «رحلة إلى قندهار» أو «رحلة قندهار»، ويعرف أيضًا باسم الشمس خلف القمر. ويستند الفيلم إلى قصة خيالية صحيحة جزئيًا عن مهاجرة أفغانية في كندا، لعبت دورها نيلوفر بذيرا، تقرر العودة إلى أفغانستان بعد تلقي رسالة من ديانا اختها بشأن هروبها وتخطيطها للانتحار في آخر كسوف للشمس.

## حول الفيلم
يناقش الفيلم قضية اضطهاد المرأة ومنعها من المشاركة في الحياة العامة ومن التعليم، تم تصوير قندهار في الغالب في إيران في مخيم نياتاك للاجئين، وتصويره سرًا في أفغانستان نفسها أيضًا، عرض الفيلم لأول مرة في مهرجان كان السينمائي عام 2001، لكنه لم يحظ باهتمام كبير في البداية. بعد هجمات 11 سبتمبر، عُرض على نطاق واسع، وفاز الفيلم بجائزة فيديريكو فيليني من اليونسكو في عام 2001، وهي واحدة من فئة جوائز 100 فيلم "لكل الأوقات".، كما أضافته مجلة تايم الأميركية ضمن قائمتها لأفضل 100 فيلم.

## فريق التمثيل
- نيلوفر بازيرا في دور نفس
- حسن طنطائي في دور طبيب سهيد
- سرو تيموري في دور خاك
- حيات الله حكيمي في دور حياة
- آيك أوجوت في دور ناغدار

## روابط خارجية
- مقالات تستعمل روابط فنية بلا صلة مع ويكي بيانات